# Perales de Tajuña
Perales de Tajuña bezeichnet einen zentralspanischen Ort und eine Gemeinde (municipio) mit 3.207 Einwohnern (Stand: 2024) im Südosten der Autonomen Gemeinschaft Madrid. Die katholische Kirchengemeinde gehört zum Bistum Alcalá de Henares.

## Lage
Der Ort Perales de Tajuña liegt am Unterlauf des Río Tajuña im Südosten der Autonomen Gemeinschaft Madrid in einer Höhe von ca. 590 Metern ü. d. M. Die Entfernung zur nördlich gelegenen Stadt Alcalá de Henares beträgt etwa 44 Kilometer, die zur nordwestlich gelegenen Hauptstadt Madrid knapp 42 Kilometer (Fahrtstrecke).

## Bevölkerungsentwicklung
| Jahr      | 1960  | 1970  | 1981  | 1991  | 2001  | 2011  |
| Einwohner | 1.959 | 1.924 | 1.815 | 1.969 | 2.107 | 2.783 |

In der ersten Hälfte des 20. Jahrhunderts zählte die Gemeinde meist zwischen 1.700 und 2.100 Einwohner; wegen der relativen Nähe zum Großraum Madrid ist in den letzten Jahrzehnten ein deutliches Bevölkerungswachstum zu verzeichnen, welches im Wesentlichen auf Zuwanderer aus anderen Regionen Spaniens zurückzuführen ist.

## Wirtschaft
Die Gemeinde lebte jahrhundertelang ausschließlich vom Getreideanbau (Gerste und Weizen), der hauptsächlich für die Selbstversorgung betrieben wurde; der Anbau von Oliven und Wein spielte ebenfalls eine große Rolle. Auch Viehhaltung (Schafe, Ziegen, Hühner) fand in geringem Maße statt. Der Ort Perales diente jahrhundertelang als merkantiles, handwerkliches und kulturelles Zentrum für die inzwischen zumeist verschwundenen Weiler und Einzelgehöfte in seiner Umgebung. Heute spielt die Landwirtschaft immer noch die wichtigste Rolle im wirtschaftlichen Leben der Gemeinde, doch sind auch zahlreiche kleinere Handwerksbetriebe und Dienstleistungsunternehmen ansässig.

## Geschichte
Aufgrund der Nähe zum Río Tajuña dürften die meisten Völkerschaften der spanischen Geschichte auf dem Gemeindegebiet gelagert haben oder in der Nähe vorbeigezogen sein, doch fehlen bislang – abgesehen von jungsteinzeitlichen Funden in den nordöstlich des Ortes gelegenen Höhlen (cuevas) – archäologische Beweise. Im Mittelalter stand im Ort eine Burg (castillo), von der sich jedoch keine Überreste erhalten haben; der Ort gehörte über Jahrhunderte zum Bezirk (alfoz) von Alcalá de Henares.

## Sehenswürdigkeiten
- Die kleine Pfarrkirche (Iglesia de Santa María del Castillo) stammt aus dem 16. Jahrhundert und liegt an der höchsten Stelle des Ortes. Es ist ein schmuckloser verputzter Bau mit einem Glockengiebel (espadaña); der Eingang befindet sich – für die Region völlig untypisch – auf der Nordseite.
- Das Rathaus (ayuntamiento), ein breitgelagerter zweigeschossiger Bau mit einem kleinen Mittelturm mit Glockenaufsatz, befindet sich am rechteckigen Hauptplatz (plaza mayor) des Ortes. Es ist, wie viele Häuser des Ortes, mit Balkonen versehen, die zwar selten genutzt werden, aber sehr vorteilhaft für die Beschattung der Innenräume sind.